# Укъю
Укъю — река в России, протекает по территории Троицко-Печорского района Республики Коми. Устье реки находится в 233 км по левому берегу реки Илыч. Длина реки — 55 км.
Река берёт начало на Северном Урале, образуется слиянием рек Левая Укъю и Правая Укъю южнее горы Мань-Хапхартуйтумп (650 м НУМ). Начало реки находится близ границы с Ханты-Мансийским автономным округом.
Течение носит горный характер, генеральное направление — юго-запад. Всё течение проходит в ненаселённой холмистой тайге на территории Печоро-Илычского заповедника. В среднем и нижнем течении часто дробится на протоки и образует острова и старицы. Ширина реки в верхнем течении около 20 метров, в среднем и нижнем течении 40-50 метров. Скорость течения в верховьях около 1,1 — 1,2 м/с, в среднем и нижнем течении 0,8 — 1,0 м/с.

## Притоки (км от устья)
- 4 км: Ичет-Парус-Ёль. в водном реестре — река без названия (пр)
- 12 км: река Неримъю (лв)
- 16 км: река Ыджид-Парус-Ёль (пр)
- 27 км: река Пашкевож (лв)
- 36 км: река Ыджид-Ёльвож (пр)

## Данные водного реестра
По данным государственного водного реестра России относится к Двинско-Печорскому бассейновому округу, водохозяйственный участок реки — Печора от истока до водомерного поста у посёлка Шердино, речной подбассейн реки — Бассейны притоков Печоры до впадения Усы. Речной бассейн реки — Печора.